# Achim Schürmann
Achim Schürmann (* 29. Januar 1974 in Rheinhausen) ist ein deutscher Handballtrainer und ehemaliger Handballspieler.

## Karriere
Achim Schürmann spielte zunächst bei seinem Heimatverein OSC Rheinhausen. Nachdem der OSC 1994 aus der Handball-Bundesliga abgestiegen war, wechselte er zum TBV Lemgo. Mit dem TBV wurde der 1,97 Meter große Kreisläufer 1997 und 2003 deutscher Meister und gewann 1995, 1997 und 2002 den DHB-Pokal sowie 1996 den Europapokal der Pokalsieger. Er bestritt zwölf Länderspiele für die deutsche Männer-Handballnationalmannschaft. 2003 beendete er seine Karriere als Spieler.
2007 übernahm Schürmann das Traineramt der OSC Rheinhausen, mit dem er 2010 aus der Regionalliga in die 2. Bundesliga aufstieg. Im November 2011 legte er sein Amt nieder und wurde ab 2012 Trainer beim Oberligisten TV Aldekerk. Nach der Saison 2016/17 legte er sein Traineramt beim TV Aldekerk nieder und übernahm den Viertligisten VfB Homberg.
Sein Bruder Jörg (* 1976) ist ebenfalls Handballspieler.